# (7250) Kinoshita
(7250) Kinoshita (1992 SG1) – planetoida z pasa głównego asteroid okrążająca Słońce w ciągu 4,1 lat w średniej odległości 2,56 j.a. Odkryta 23 września 1992 roku.